# Camillina taruma
Camillina taruma är en spindelart som beskrevs av Norman I. Platnick och Hubert Höfer 1990. Camillina taruma ingår i släktet Camillina och familjen plattbuksspindlar. Inga underarter finns listade.